# Zeszyty konwersacyjne
Zeszyty konwersacyjne (niem. Konversationshefte) - termin stosowany przez biografów Ludwiga van Beethovena na oznaczenie brulionów, za których pomocą kompozytor porozumiewał się z otoczeniem w ostatnich kilku latach swojego życia (najpóźniej od 1819 r. do śmierci w roku 1827), gdy był już całkowicie głuchy.
Stanowią prawdziwy skarb dla biografów Beethovena, gdyż zawierają szczegółowe zapisy tysięcy rozmów, które prowadził on przez lata na najbardziej różnorodne tematy. Daje to wgląd w świat duchowy kompozytora, a także w realia życia codziennego ówczesnego Wiednia. 
Do dziś zachowało się 138 zeszytów konwersacyjnych, które przechował przyjaciel i pierwszy biograf Beethovena, Anton Schindler. Rola Schindlera nie jest jednak jednoznacznie pozytywna, zniszczył on bowiem część zeszytów – prawdopodobnie w przeświadczeniu, że jest to winien pamięci Beethovena. Część ta mogła zawierać najbardziej intymne szczegóły z życia kompozytora, mogły też stawiać w złym świetle samego Schindlera, który był człowiekiem bardzo zazdrosnym o własne znaczenie w jego życiu. Badacze wiedzą dziś, że w swojej biografii Schindler niejedno wydarzenie przekłamał, mieszał również fakty z anegdotami, które mitologizowały postać Beethovena. Wiele do dziś znanych a nieprawdziwych "wydarzeń" z życia kompozytora zostało rozpowszechnione właśnie przez Schindlera.